# Saugraben (Kanal)
Koordinaten: 49° 0′ 47″ N, 8° 7′ 34″ O
Der Saugraben ist ein ehemaliger Kanal im Bienwald im Landkreis Germersheim. Zweck des Kanals war, Wasser des Flusses Lauter den Bächen des Bienwaldes zuzuführen. Der Bau wurde im Jahr 1398 in Auftrag gegeben.
Überreste des Kanals sind im Gelände erkennbar. Ein Abschnitt des Kanals besteht als Fließgewässer Saugraben (Heilbach) fort.